# Valček
Valček je zvrst plesa, ki se pojavi koncem 18. stoletja. Poimenovali so ga tudi »ples dveh korakov«.

## Zgodovina
Valček se na javnih plesnih prireditvah pojavi konec 18. stoletja, in sicer kot hitri ples, pri katerem plesalec partnerico čvrsto drži za pas. Temeljil je na dveh korakih in poskoku ali zasuku, zato se ga je prijelo ime »ples dveh korakov«.
Sprva ni bilo najbolj primerne glasbe, ker ni bilo lahko plesati v tričetrtinskem taktu. Šele ko je Weber napisal Povabilo na ples (1819), so našli pravi ritem, k rasti priljubljenosti pa sta nato pripomogla Josef Lanner in Johann Strauss mlajši, ki se ga je prijelo ime »kralj valčkov«.
Ples ni bil novost samo muzikalno in koreografsko, marveč predvsem erotično. Plesalčeva laket je objemala partneričin pas, njena dlan pa mu je počivala na ramenu, kot pri nežnem tête-à-tête. Kar je bil prej v plesih oprijem iz nuje, je zdaj postal objem. Pri valčku sta bila dva zares eno.
Zato je ples naletel na ostre kritike. Celo Lord Byron, znameniti poet, je dejal, da je takšna promiskuiteta neprimerna. Alfred de Musset, francoski kulturnik, je mlade deklice svaril pred takšnimi ekshibicionističnimi zabavami, ko jih lahko moški vpričo javnosti otipavajo. Vendar se je kljub vsemu valček ohranil v modi celih sto let.